# Râciu, Mureș

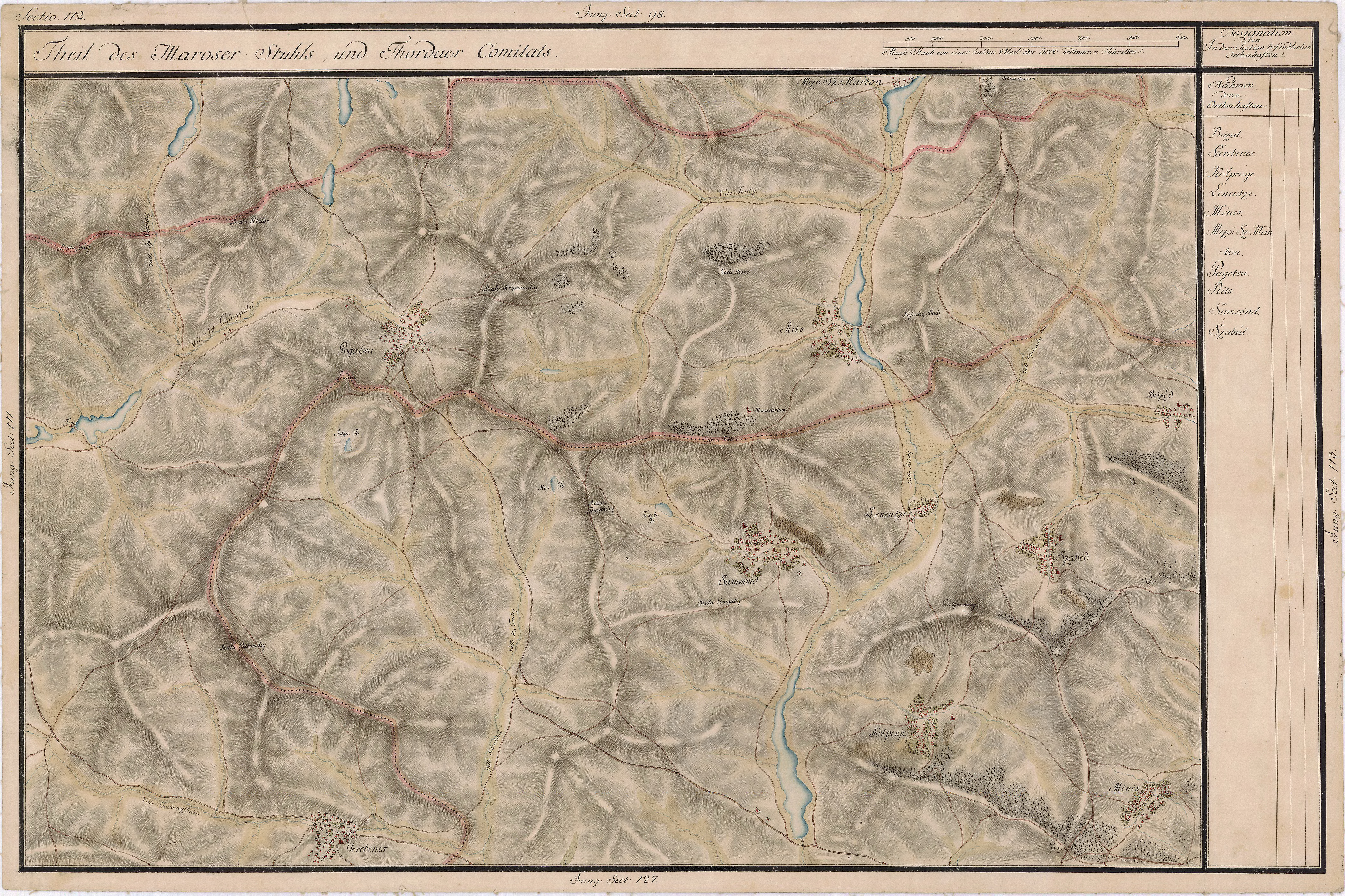
Râciu în Harta Iosefină a Transilvaniei, 1769-1773

Râciu (în maghiară Mezőrücs) este satul de reședință al comunei cu același nume din județul Mureș, Transilvania, România.

## Istoric
Satul Râciu este atestat documentar în anul 1305 sub denumirea de "Terra dor Rivch".
În anul 1481 din documentele oficiale se găsesc proprietarii terenului arabil, familia Somkereki.
În anul 1482, din ordinul lui Mátyás király (tradus rom. Matei Corvinul) pământurile din zonä intră în posesia lui Báthory István, familia Somkereki păstrând terenurile arabile, iar în 1483 și familia Meggyesi primește o parte din propietate din comuna Rych. În documentul din 7 aprilie 1492 Somkereki Erdélyi János cedeazá o parte din terenuri pentru Szentiványi Székely Miklos. În 1525 sub denumirea Ryew apar noi proprietari în zonă, familiile Alárdfi, Meggyes, Báthori, Futaki Nagy, Barcsai, Csapi, Betleni. În 1639 toate terenurile devin proprietatea lui I Rákoczi György.

## Localizare
Satul Râciu este situat în partea centrală a Câmpiei Transilvaniei, în partea de NV a județului Mureș, pe DN15 (Târgu Mureș-Turda), la o distanță de 25 km de Târgu Mureș. Localitatea este străbătută de râul Comlod.

## Vechea mănăstire
La mănăstirea de aici  era în 1765 preot Gabor, cantor Pop Gavril și clopotar Filip Cadar. În 1793 Gheorghe Șincai ajută sătenii în problema veniturilor mănăstirii. Atunci trăia aici Popa Iosif. O parte a hotarului satului s-a numit în trecut "Pădurea Mănăstirii".

## Personalități
- Gheorghe Șincai (1754-1816), istoric și filolog